# Larva (kommunhuvudort)
Larva är en kommunhuvudort i Spanien.   Den ligger i provinsen Provincia de Jaén och regionen Andalusien, i den södra delen av landet, 300 km söder om huvudstaden Madrid. Larva ligger 709 meter över havet och antalet invånare är 491.
Terrängen runt Larva är kuperad.Runt Larva är det glesbefolkat, med 17 invånare per kvadratkilometer. Närmaste större samhälle är Jódar, 15,9 km nordväst om Larva. Trakten runt Larva består till största delen av jordbruksmark.